# Jacob Wesley Ulm
Jacob Wesley Ulm (n. 9 octombrie 1974) este un fizician american specializat pe cercetare, autor, și specialist în bioinformatică în cadrul Institutului Național de Sănătate. Este cel mai bine cunoscut pentru afirmațiile legate de sănătate și articolele pentru publicul general, apărute în timpul și după pandemia de coronavirus.
Ulm a fost consultat și a scris materiale pentru publicații diverse și alte surse mass-media, precum Forbes, Parade, Shape, Verywell Health, Medical News Today, Eat This, Not That, Yahoo!, MSN, Business Insider, Best Life, Care.com, și multe alte publicații importante la nivel internațional.

## Copilăria, educația, și cariera
Ulm a crescut în Alexandria, Virginia. Este licențiat summa cum laude în domeniul chimiei, cu o specializare de biochimie în cadrul Universității Duke. Și-a continuat parcursul educațional cu o diplomă duală (medicală + doctorat), susținută de MSTP (program pentru formarea cercetătorilor din domeniul medical), în cadrul universităților Harvard (Facultatea de Medicină) și MIT (Institutul de Tehnologie Massachusetts). Teza sa de doctorat a avut ca subiect terapia genetică retrovirală.

## Viața personală
În timp ce își completa studiile medicale, Ulm a devenit campion în cadrul emisiunii Jeopardy! și a mers mai departe, luând parte la Turneul Campionilor din 1998. Cântăreț și compozitor, a fondat în cele din urmă o trupă de rock alternativ, J. Wes Ulm și Kant's Konundrum, lansând un EP de debut și un videoclip premiat. Aceste reușite au fost urmate de recunoașterea ca semifinalist în cadrul Concursului Internațional de Compoziție pentru producții ulterioare.

## Publicații și cărți

### Covid-19
- Updates on the R-1 COVID-19 variant. [Actualizări privind varianta R-1, COVID-19] Shape[4]
- COVID booster shots for seniors. [Vaccinuri de tip booster, împotriva COVID, pentru seniori] Care.com[10]
- Parents and the new COVID-19 variants. [Părinții și noile variante COVID-19] Verywell Family
- COVID reinfection concerns. [Îngrijorări privind reinfectarea cu COVID] Eat This, Not That[24]

- COVID booster options and mixing-and-matching. [Opțiuni pentru booster-ul împotriva COVID și combinații cu mai multe tipuri de vaccinuri] Best Life[9]

### Domeniul sănătății generale
- Common flu symptoms to be aware of. [Simptome comune de gripă de care trebuie să fii conștient] Forbes[25]
- Pediatric RSV hospitalization. [Spitalizarea în cazul infecțiile pediatrice cu VRS] Business Insider[8]
- Manifestations of congestive heart failure. [Simptomatologia în cazul insuficienții cardiace] Eat This, Not That[26]
- ChatGPT and other Chatbot-generated resources for general health. [ChatGPT și alte resurse generate de chatbot-uri în domeniul sănătății generale] Health Reporter[27]
- Antiinflammatory prospective therapy for Alzheimer's disease. [Terapia prospectivă anti-inflamatorie pentru boala Alzheimer] Medical News Today[28]

### Articole de specialitate în domeniul biomedical
- Modulation of viral tropism and cellular restriction based on retroviral capsid components. [Modularea tropismului viral și a restricției celulare pe baza componentelor capsidei retrovirale] Virology[29]
- Drug repurposing for COVID-19. [Utilizarea medicamentelor în scopuri alternative, pentru COVID-19] Transboundary and Emerging Diseases[30]
- Drug repositioning for Duchenne muscular dystrophy. [Repoziționarea medicamentelor pentru distrofia musculară Duchenne] Frontiers in Cell and Developmental Biology[31]
- Basic foundations of gene therapy. [Bazele terapiei genetice] Wiley. Encyclopedia of Genetics[32]

### Altele
- Macroeconomic metrics and significance of non-debt purchasing power. [Parametrii macroeconomici și semnificația puterii de cumpărare, fără datorii] International Policy Digest[33] & The Birmingham News[34]

## Premii și recunoașteri
- National Merit Scholar [Bursă națională de merit][12]
- Valedictorian, T.C. Williams High School [Șef de promoție, Liceul T.C. Williams][14]
- Annual Neurofibromatosis Prize for Research Ideas competition [Premiul II, Concursul anual pentru idei de cercetare în domeniul neurofibromatozei], sponsorizat de către Fundația Națională pentru Neurofibromatoză și Asociația pentru Neurofibromatoză[35]